# Syrhåla
Syrhåla är en stadsdel på västra Hisingen i Göteborg. Stadsdelen bildades genom beslut av magistraten i Göteborg den 3 mars 1957, då Arendal delades upp i stadsdelarna Arendal och Syrhåla (med stadsdelsnummer 65). Stadsdelen har en areal på 878 hektar.
Namnet Syrhåla är belagt från 1550 med namnformen Siöralla. Betydelsen är sumpigt ställe, sur mark (Sürhola) av den låga och fuktiga marken mellan bergen, öster och sydost om den äldre byn.